# Barthold Otto Schmoll
Barthold Otto Schmoll, född 1657 i Kurland, död 25 september 1719 i Göteborg, var en svensk överste, kommendant och tecknare.
Han var gift med Anna Dellenhagen. Schmoll kom i svensk tjänst 1676 och efter en tids tjänstgöring hos hertig Fredrik Casimir av Kurland bland annat som viceguvernör på ön Tabago i Västindien överflyttade han 1691 till Sverige med uppdraget att undervisa i fortifikationskonsten. Han blev samma år ingenjörskapten vid infanteriet och fick överstes titel 1711 innan han kommenderades till kommendant i Göteborg. Han utgav läroböckerna Kort anledning till geometrien, hwar effter officerarne wid Hans Kongl May:tz infanterie här i Swerige till mathesin och fortification anwijser Bartholh Otto Schmoll 1692 och Architecturæ militaris, eller fortifications konstens korta manuductions 1693. Av hans produktion som tecknare är få arbeten bevarade men i Kungliga bibliotekets samling ingår en landskapsteckning från Kristinehamn och en utsikt över Karlstad tecknad 1692.